# Andrej Lazarov
Andrej Lazarov (makedonsky: Андреј Лазаров; 8. září 1999 Kočani – 16. března 2025 Kočani) byl makedonský fotbalový záložník.

## Kariéra
Mezi lety 2018 až 2022 hrál za severomakedonský fotbalový klub FK Rabotnički. Následně přestoupil do klubu GFK Tikvesh.
V lednu roku 2024 byl oznámen jako posila chorvatského klubu HNK Gorica. Do klubu přišel jako volný hráč poté, co strávil první část sezony v NK Rudeš, kde nastoupil do 13 zápasů a vstřelil jeden gól.
V září téhož roku se stal hráčem klubu KF Škupi.

## Smrt
Zemřel 16. března 2025 při požáru nočního klubu v Kočani, kde se snažil zachránit ostatní návštěvníky klubu. Během tohoto činu se nadýchal kouře a utrpěl popáleniny. Bylo mu 25 let.